# Office de surveillance des activités en matière de sécurité nationale et de renseignement
L'Office de surveillance des activités en matière de sécurité nationale et de renseignement (OSSNR), en anglais : National Security and Intelligence Review Agency) est une agence gouvernementale canadienne qui organise et examine toutes les activités de sécurité nationale et de renseignement menées par le gouvernement du Canada. L'OSSNR a été créé en juin 2019 pour remplacer le Comité de surveillance des activités de renseignement de sécurité, aujourd'hui disparu, qui se limitait à examiner les activités du Service canadien du renseignement de sécurité.

## Histoire et mandat
L'Office de surveillance des activités en matière de sécurité nationale et de renseignement (OSSNR) s'assure que les agences de sécurité nationale du Canada se conforment à la loi et que leurs actions sont raisonnables et nécessaires. Elle a le pouvoir complet et indépendant de déterminer les activités gouvernementales qu'il examine, y compris les activités de sécurité nationale et de renseignement en cours.
La Loi sur l'Agence de contrôle de la sécurité nationale et du renseignement (Loi OSSNR) a été présentée à la Chambre des communes en juin 2017 dans le cadre d'un projet de loi sur la sécurité nationale, la Loi de 2017 sur la sécurité nationale et a reçu la sanction royale le 21 juin 2019. La Loi OSSNR a comblé les lacunes du cadre de responsabilisation en matière de sécurité nationale identifiées pour la première fois par le juge O'Connor dans le rapport de 2006 de la Commission d'enquête sur les actions des responsables canadiens à l'égard de Maher Arar, puis par de nombreux autres. Avant l'OSSNR, seules quelques agences du gouvernement disposait, à discrétion, du choix de ne pas collaborer ou partager des informations classifiées. L'OSSNR, en revanche, a pour mandat d'examiner toutes les activités de sécurité nationale et de renseignement du gouvernement du Canada de manière intégrée, sans égard au ministère ou à l'organisme dont celui-ci relève  Ce modèle reconnaît la nature de plus en plus interconnectée des activités de sécurité nationale et de renseignement du gouvernement. Cela comprend, mais sans s'y limiter, les activités du Service canadien du renseignement de sécurité (SCRS) et du Centre de la sécurité des télécommunications (CST), de la Gendarmerie royale du Canada (GRC), de l'Agence des services frontaliers du Canada (ASFC), du ministère de la Défense nationale (MDN), Affaires mondiales Canada (AMC), le ministère de la Justice et d'autres.

### Collaboration avec le CPSNR
Le Comité des parlementaires sur la sécurité nationale et le renseignement (CPSNR) a pour mandat d'examiner le cadre législatif, réglementaire, politique, administratif et financier de la sécurité nationale et du renseignement au Canada, ainsi que les activités ministérielles liées à la sécurité nationale et au renseignement. Les examens du CPSNR auront tendance à être plus stratégiques (de façon politique) que ceux de l'OSSNR, qui entreprend des examens détaillés d'activités spécifiques en mettant fortement l'accent sur la conformité légale. Dans la pratique, les deux organismes d'examen se compléteront et fourniront aux Canadiens un examen complet et multiforme des activités secrètes du gouvernement. L'OSSNR et le CPSNR peuvent échanger des informations classifiées et sont tenus par la loi de coopérer afin d'éviter une duplication inutile des efforts.

## Composition
L'OSSNR est dirigé par un président et entre trois et six autres membres du comité, nommés par le premier ministre en consultation avec les dirigeants parlementaires. Chaque membre de l'OSSNR est nommé pour un mandat n'excédant pas cinq ans et peut être reconduit pour un second mandat. L'OSSNR est soutenu par un secrétariat d'environ 100 experts juridiques et de sécurité nationale. Le 24 juillet 2019, le premier ministre Justin Trudeau a annoncé que l'ancien député du Nouveau Parti démocratique (NPD) Murray Rankin serait le premier président de l'OSSNR. Craig Forcese, professeur de droit à l'Université d'Ottawa, et les quatre membres de l'ancien Comité de surveillance des activités de renseignement de sécurité ont également été désignés comme membres du comité.
| Membre                                | Date de nomination | Fin de mandature  |
| ------------------------------------- | ------------------ | ----------------- |
| Yves Fortier, président par intérim * | 24 juillet 2019    | 17 octobre 2020   |
| Marie Deschamps                       | 30 septembre 2019  | 30 septembre 2024 |
| Craig Stephen Forcese                 | 24 juillet 2019    | 24 juillet 2024   |
| Ian Carl Holloway                     | 24 juillet 2019    | 31 mars 2023      |
| Faisal Mirza                          | 9 octobre 2020     | 8 octobre 2025    |
| Marie-Lucie Morin                     | 9 octobre 2020     | 8 octobre 2023    |

| Membre        | Date de nomination | Expiration du terme |
| ------------- | ------------------ | ------------------- |
| Murray Rankin | 24 juillet 2019    | 17 septembre 2020   |